# 横山冷菓
横山冷菓株式会社（よこやまれいか）は、富山県黒部市に所在する冷菓（アイスクリーム等）を製造・卸売をする企業である。

## 概要
自社商品、大手メーカーOEM、海外輸出など様々なお取引先と多くの種類のアイスクリームを生産している。
現在の本社工場は、鉄骨一部2階建て約2,060m2。魚津市江口柳ヶ瀬に所在していた旧工場の1.5倍の製造能力があり、大規模な冷凍庫も備えられている。

### 諸元
個別に出典が提示されていない箇所の出典→
- 本社工場所在地 - 富山県黒部市石田978番地
- 設立年月日 - 1979年6月1日
- 代表者	- 横山栄一郎（代表取締役）
- 業種 - 製造業、卸業
- 資本金	- 1,000万円
- 売上高 - 9億2,000万円[1]
- 従業員数 - 46名（男性23、女性23）

### 沿革
- 1948年 - 個人にて営業開始[4]。
- 1955年 - 黒部市石田地内の肉屋の冷凍庫を借りてアイスキャンディーの製造販売を開始[5]。
- 1965年頃 - 日本国内で初めて冷凍ソフトクリームを商品化[5]。
- 2014年 - 黒部市石田に新本社工場が竣工し、同年1月13日に披露会が行われ、翌1月14日から本格的に操業を開始した[2]。

## 主な商品
- 深層水塩ソフト（富山湾の深層水を100％原料にした、ミネラル豊富で美味しい塩を使用した冷凍ソフトクリーム）[5]